# Victor Cherrier
Pour les articles homonymes, voir Cherrier.
Victor Cherrier, né le 15 juin 1877 dans le 4e arrondissement de Paris et mort le 27 janvier 1960 à Montmorency
, est un sculpteur français.

## Biographie
Élève d'Auguste Moreau, Victor Cherrier expose en 1929 au Salon des artistes français le buste en bronze et marbre Régine. 